# Grande Prêmio da Suíça de 1954
Resultados do Grande Prêmio da Suíça de Fórmula 1 realizado em Bremgarten em 22 de agosto de 1954. Sétima e antepenúltima etapa da temporada, nela o argentino Juan Manuel Fangio conquistou uma vitória que assegurou-lhe o título de bicampeão mundial.

## Classificação da prova
| Pos. | Nº | Piloto                | Construtor | Voltas | Tempo/Diferença        | Grid | Pontos |
| ---- | -- | --------------------- | ---------- | ------ | ---------------------- | ---- | ------ |
| 1    | 4  | Juan Manuel Fangio    | Mercedes   | 66     | 3:00:34.5              | 2    | 9      |
| 2    | 20 | José Froilán González | Ferrari    | 66     | + 57.8                 | 1    | 6      |
| 3    | 6  | Hans Herrmann         | Mercedes   | 65     | + 1 volta              | 7    | 4      |
| 4    | 30 | Roberto Mieres        | Maserati   | 64     | + 2 voltas             | 12   | 3      |
| 5    | 28 | Sergio Mantovani      | Maserati   | 64     | + 2 voltas             | 9    | 2      |
| 6    | 18 | Ken Wharton           | Maserati   | 64     | + 2 voltas             | 8    |        |
| 7    | 24 | Umberto Maglioli      | Ferrari    | 61     | + 5 voltas             | 11   |        |
| 8    | 2  | Jacques Swaters       | Ferrari    | 58     | + 8 voltas             | 16   |        |
| Ret  | 8  | Karl Kling            | Mercedes   | 38     | Sistema de combustível | 5    |        |
| Ret  | 26 | Maurice Trintignant   | Ferrari    | 33     | Engine                 | 4    |        |
| Ret  | 22 | Mike Hawthorn         | Ferrari    | 30     | Vazamento de óleo      | 6    |        |
| Ret  | 34 | Harry Schell          | Maserati   | 23     | Bomba de óleo          | 13   |        |
| Ret  | 32 | Stirling Moss         | Maserati   | 21     | Bomba de óleo          | 3    |        |
| Ret  | 14 | Fred Wacker           | Gordini    | 10     | Transmissão            | 15   |        |
| Ret  | 10 | Jean Behra            | Gordini    | 8      | Embreagem              | 14   |        |
| Ret  | 12 | Clemar Bucci          | Gordini    | 0      | Bomba de combustível   | 10   |        |
| DNS  | 24 | Robert Manzon         | Ferrari    |        | Acidente               |      |        |

## Tabela do campeonato após a corrida
Classificação do mundial de pilotos
|  | Pos. | Piloto                | Pontos      |
|  | ---- | --------------------- | ----------- |
|  | 1    | Juan Manuel Fangio    | 42 (45 1⁄7) |
|  | 2    | José Froilán González | 23 9⁄14     |
|  | 3    | Maurice Trintignant   | 15          |
|  | 4    | Mike Hawthorn         | 10 9⁄14     |
|  | 5    | Karl Kling            | 10          |

- Nota: Somente as primeiras cinco posições estão listadas. Entre 1954 e 1957 apenas os cinco melhores resultados dentre os pilotos eram computados visando o título e no presente caso o campeão da temporada surge grafado em negrito.